# Рыбалко, Николай Александрович
Никола́й Алекса́ндрович Рыба́лко (укр. Мико́ла Олекса́ндрович Риба́лко; 1922—1995) — советский украинский поэт. Член ВКП(б) с 1943 года.

## Биография
Родился 14 февраля 1922 года в селе Орехово-Васильевка (ныне Бахмутский район, Украина). В 1931 году семья переехала в Краматорск, который стал для Николая родным городом. Здесь он окончил 10 классов средней школы № 1. Затем стал студентом ДГУ. Вступительное сочинение по украинскому языку и литературе он написал в стихах, получил «пятерку» за сочинение на тему «Радянські льотчики — горді соколи країни соціалізму». Обучение на филологическом факультете было прервано началом Великой Отечественной войны. В числе других Николай Рыбалко ушёл на фронт добровольцем. Был принят в Барнаульское миномётное училище.
В июне 1942 года лейтенант Рыбалко принял первый бой под Воронежем, тогда же получил первое ранение и первую награду — орден Красной Звезды.
Противотанковая батарея под его командованием принимала участие во многих кровопролитных боях, среди которых — крупнейшее танковое сражение под Прохоровкой, на Курской дуге. Освободительными боями в составе 38-й армии Николай Александрович прошёл всю Украину — от Сум до Львова. За форсирование Днепра южнее Киева он был удостоен ордена Красного Знамени. 3атем были бои под Корсунь-Шевченковском, вновь ранение и ещё одна награда — орден Красной Звезды. Прошёл с освободительными боями Польшу, дошёл до Одера. 1945 год встречал на немецкой земле.
В феврале 1945-го на Одерском плацдарме гвардии капитан Рыбалко был тяжело ранен. Прошли долгие месяцы лечения в госпиталях, но медицина, увы, была бессильна, он навсегда потерял зрение. Тогда ему было только 23 года. Но для него война не закончилась в сорок пятом, для него оружием стало поэтическое слово.
Первое стихотворение «Цветы» было опубликовано в 1954 году в «Литературной газете». Автор получил множество теплых и ободряющих отзывов. Уже через два года Николай Рыбалко принес в издательство «Донбасс» рукопись книги своих стихов. В 1956 году вышел первый сборник поэта «Под солнцем родины». Выход этого сборника не остался без внимания как общественности, так и профессионалов, — автор сборника был принят в члены СП СССР.
В последующие годы появлялись новые сборники. Николай Александрович Рыбалко в течение всей своей жизни издал более 25 книг. Все сборники его стихов, среди которых «Глазами сердца» (1958), «Я жил в такие времена» (1972), «Незакатная звезда» (1982), «Незабудки на кургане» (1975) и многие другие, говорят не только о тяжёлых временах войны, но и о человеческой дружбе, верности и любви.
В 1966 году вышел очерк Рыбалко «Броня и пламя», в котором автор рассказывает о своем школьном друге — Евгении Лысенко. Подполковнику Е. П. Лысенко было всего лишь двадцать четыре года, когда он был смертельно ранен.
Песня Александра Билаша на стихи Н. А. Рыбалко «Я жил в такие времена» стала лауреатом Всесоюзного телеконкурса «Песня-75».
Широко известна общественная деятельность Николая Рыбалко. Более сорока лет он возглавлял литературное объединение при редакции газеты «Краматорская правда», которое считалось одним из лучших на Украине. На базе этого объединения было воспитано немало талантливых литераторов, среди которых Олег Плуталов, Леонид Горовой, Виктор Пикалов, Анатолий Мироненко, Анатолий Мирошниченко.
Н. А. Рыбалко умер 8 июля 1995 года в Краматорске (Украина).

## Награды и премии
- Государственная премия УССР имени Т. Г. Шевченко (1985) — за сборник стихов «Незакатная звезда» и новые стихи в периодике
- премия Ленинского комсомола Украины имени Н. А. Островского (1968) — за сборник стихов «Дорога на высоту»
- орден Октябрьской революции
- орден Красного Знамени (6.11.1943)
- орден Отечественной войны I степени (6.4.1985)
- орден Отечественной войны II степени (26.2.1945)
- два ордена Красной Звезды (26.8.1943; 8.4.1944)
- орден Дружбы народов
- медали

## Память

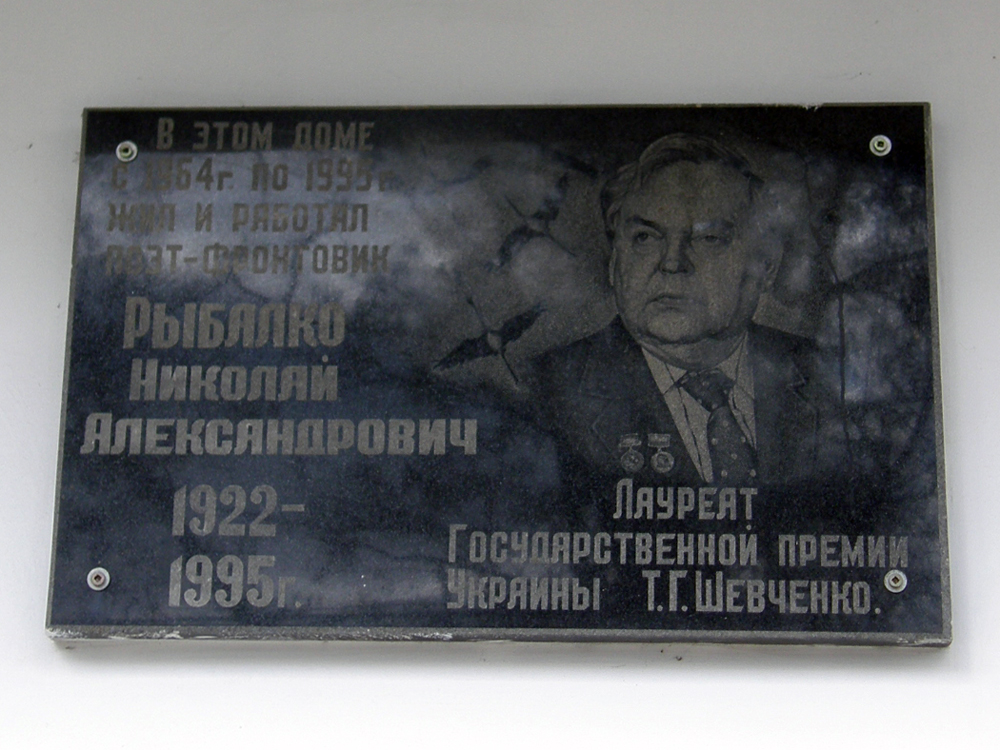
Мемориальная доска Николая Рыбалко

Именем поэта названа улица в Краматорске.
24 сентября 2000 года на доме в Краматорске (улица Стуса, 54), где с 1964 жил Николай Рыбалко, открыта мемориальная доска.
После смерти было принято решение донецких писателей учредить конкурс его имени, который был проведён однократно в 2004 году. Но существует городская премия имени Н. А. Рыбалко в Краматорске.